# Reith bei Kitzbühel
Reith bei Kitzbühel è un comune austriaco di 1 676 abitanti nel distretto di Kitzbühel, in Tirolo.